# 斯韋登 (密蘇里州)
斯韋登（英語：Sweden）是位於美國密蘇里州道格拉斯縣的非建制地區。

## 歷史
斯韋登的郵局於1896年設立，其後於1956年停運。

## 地理
斯韋登所處的海拔為高於海平面341米（即1119英呎），而該地所採用的時區為UTC-6，即北美中部時區（CST）。同時該地設有夏令時間，為UTC-6調快一小時，即UTC-5（CDT）。